# Підземелля смакоти
Підземелля смакоти (яп. ダンジョン飯, Danjon Meshi) — японська серія манґи, написана та проілюстрована Рьоко Куї. Серіал виходив у сейнен-журналі манґи Harta видавництва Enterbrain з лютого 2014 року по вересень 2023 року. Прем'єра телевізійної аніме-адаптації виробництва студії Trigger відбулася в січні 2024 року. Було анонсовано другий сезон аніме-серіалу.

## Сюжет
Колись давно божевільний чародій наслав на величне і заможне царство страшне прокляття і телепортував його глибоко під землю. Та одного разу після землетрусу туди відкрився прохід, і в нововідкрите підземелля почали сходитися шукачі пригод з усього світу, ласі на багатства королівства. Так починала свій шлях і група Лая, сильного воїна. Та в одній невдалій битві він втрачає і сестру, і всі ресурси, проте одразу ж кидається на її порятунок. От тільки грошей на нові припаси немає, і його групі доводиться готувати їжу з чудовиськ. Можливо, навіть не мимоволі?
Історія детально описує їхні подорожі підземеллям, середовище, пастки та монстрів, з якими вони стикаються, а також страви, які вони готують.

## Персонажі
Лайос Торден (яп. ライオス・トーデン, Raiosu Tōden)
Високий чоловік, який має вирушити вглиб підземелля, щоб врятувати свою сестру Фалін, перш ніж її буде переварено в шлунку червоного дракона, який переміг загін Лайоса. Лайос — сильний боєць і лідер загону. Дуже спокійна і добра людина, якій не терпиться скуштувати різні страви з монстрів. Він часто використовує знання, отримані під час приготування монстрів, для вдосконалення методик перемоги над ними. Зазвичай схильний говорити дуже швидко, коли схвильований.
Марсіль Донато (яп. マルシル・ドナトー, Marushiru Donatō)
Обережна напівельфійка-чарівниця, яка володіє дерев'яним посохом і може використовувати різні форми магії. Зазвичай вона вагається і навіть іноді не хоче їсти монстрів. Завдяки своїм магічним здібностям, вона часто може виконувати складні або потужні заклинання без особливої підготовки, що часто не цінується її супутниками.
Чілчук Тімс (яп. チルチャック・ティムズ, Chiruchakku Timuzu)
Напіврослик, фахівець із замків, має гарну вправність і гостре чуття. Чілчук знешкоджує пастки, знаходить приховані шляхи, кишенькових злодіїв для загону. Він досить спокійний і невимушений, але не любить, коли інші люди беруть на себе його роботу або йдуть на непотрібний ризик. Як правило, він уникає бою, але може використовувати лук і стріли. Член початкового складу загону Лайоса.
Сенші (яп. センシ, Senshi)
Воїн-дворф, який приєднується до команди, щоб здійснити свою мрію — приготувати дракона, якого Лайос і його команда збираються вбити. Він добре знає підземелля та монстрів, що живуть у ньому, і є вправним кухарем. Зазвичай він орудує великою сокирою, але завжди має при собі каструлю та кухонне приладдя. Він дбає про те, щоб команда була ситою і збалансовано харчувалася, щоб пройти підземелля.
Фалін Торден (яп. ファリン・トーデン, Farin Tōden)
Високоросла чаклунка і сестра Лайоса; ніжна особа, яка поділяє любов брата до монстрів і була одним з перших членів його партії. Її з'їв дракон на дні підземелля після того, як вона використала свою магію, щоб телепортувати групу в безпечне місце. Лайос і його команда вирішили врятувати і оживити її до того, як закінчиться місячний цикл травлення дракона, та її вже не можна буде воскресити. Вона володіє унікальною здатністю спілкуватися з привидами, яку використовує, щоб захистити групу і вигнати привидів, що вселилися в трупи.
Ідзуцумі (яп. イヅツミ, Izutsumi)
Висока жінка, яку викрали і перетворили на людину-звіра, коли їй було шість років. Вона розділяє свою форму з сутністю Великого кота, монстра, схожого на велику кішку. Після того, як батько Тошіро купив її, вона подорожувала з ними, поки не зустріла компанію Лайоса, після чого приєдналася до них, щоб знайти ліки для свого тіла. Вона незалежна і апатична, але за потреби захистить своїх товаришів.
Кенсуке (яп. ケン助, Kensuke)
Монстр-молюск із «живих обладунків», що приймає форму меча, який Лайос бере на заміну своєму первісному мечу. Він метушиться, коли відчуває монстрів, але також іноді тікає, коли дуже наляканий, і не може бути витягнутий з піхов, коли занадто сильно брязкає. Чутливість робить його ненадійним, але корисним при дослідженні підземелля.
Намарі (яп. ナマリ, Namari)
Гномиха-боєць і членкиня початкового складу загону Лайоса. Після сутички з червоним драконом влаштувалася на роботу до сімейства Тансу. Вона є експертом зі зброї і володіє великими знаннями про типи металів і видів зброї. Має досить зухвалий характер.
Шуро (яп. シュロー, Shurō) / Тошіро Накамото (яп. 半本 俊朗, Nakamoto Toshirō)
Високорослий боєць з далекого острова, який походить зі шляхетного роду. Він вирішив дослідити підземелля, щоб вдосконалити свою майстерність, і закохався у Фалін, побачивши, як вона спостерігає за гусеницею. Після смерті Фалін і виходу на поверхню, він повертається до підземелля з кількома поплічниками, включаючи Ідзуцумі, щоб врятувати її. Він стриманий і часто стає жертвою необізнаності Лайоса про соціум.
Кабру (яп. カブルー, Kaburū)
Високорослий боєць, який очолює окрему групу, що досліджує підземелля острова. Він цікавиться людьми, але не любить монстрів через минулу травму, пов'язану з іншим підземеллям. Незважаючи на бажання дійти до дна підземелля і розгадати його таємниці, його загін не дуже сильний і вже кілька разів був знищений. Він ненавидить битися з монстрами і їжу монстрів, але є вправним бійцем проти інших людей. Він талановито читає людей і розуміє ситуації, маючи мало інформації.

## Медіа

### Манґа
Delicious in Dungeon публікувався в журналі Harta видавництва Enterbrain з 15 лютого 2014 року до 15 вересня 2023 року.

#### Українське видання
29 серпня 2024 року видавництво «MAL'OPUS» анонсувало видання першого омнібуса, що міститиме перші два томи орієнтовно на зиму 2024-2025 року.

#### Список томів
| №  | Дата виходу     | ISBN                   |
| -- | --------------- | ---------------------- |
| 1  | 15 січня 2015   | ISBN 978-4-0473-0153-5 |
| 2  | 12 серпня 2015  | ISBN 978-4-0473-0676-9 |
| 3  | 12 серпня 2016  | ISBN 978-4-0473-4243-9 |
| 4  | 15 лютого 2017  | ISBN 978-4-0473-4417-4 |
| 5  | 10 серпня 2017  | ISBN 978-4-0473-4631-4 |
| 6  | 13 квітня 2018  | ISBN 978-4-0473-5131-8 |
| 7  | 12 квітня 2019  | ISBN 978-4-0473-5639-9 |
| 8  | 14 вересня 2019 | ISBN 978-4-0473-5626-9 |
| 9  | 15 травня 2020  | ISBN 978-4-0473-6116-4 |
| 10 | 13 лютого 2021  | ISBN 978-4-0473-6274-1 |
| 11 | 15 вересня 2021 | ISBN 978-4-0473-6622-0 |
| 12 | 10 серпня 2022  | ISBN 978-4-0473-7046-3 |
| 13 | 15 грудня 2023  | ISBN 978-4-0473-7456-0 |
| 14 | 15 грудня 2023  | ISBN 978-4-0473-7740-0 |

### Аніме
Серіал отримав телевізійну аніме-адаптацію виробництва студії Trigger, яка планується вийти в ефір у двох послідовних курах. Його режисером є Йошіхіро Міяджіма, сценаристом — Кіміко Уено, дизайнером персонажів — Наокі Такеда, а композиторами — Ясунорі Міцуда та Шюнсуке Цучія. Прем’єра відбулася 4 січня 2024 року на Tokyo MX та інших мережах з одночасним дубляжем Netflix і трансляцією серіалу по всьому світу щотижня.
Серіал було субтитровано українською мовою у Netflix.
Після фінальної серії першого сезону було анонсовано вихід другого сезону.

### Інші медіа
У 2017 році покадровий анімаційний фільм із підзаголовком Senshi's Easy Cooking! (яп. センシのかんたんクッキング！, Senshi no Kantan Kukkingu!) було випущено на YouTube на честь випуску п’ятого тому манґи. У 2019 році був випущений анімаційний рекламний ролик, створений Trigger, щоб прорекламувати восьмий том манґи.
9 січня 2024 року було оголошено, що з 18 по 21 січня в Шібуї в івент-просторі n_space буде відкрито поп-ап-ресторан, де буде представлена їжа, зображена в манзі. Деяким відвідувачам давали пачки рамена, які, як кажуть, «зроблені» з червоного дракона.

## Сприйняття
Том 1 досяг 11-го місця в щотижневому чарті манґи Oricon і був 87-м найбільш продаваним томом манґи в Японії з 17 листопада 2014 року по 17 травня 2015 року з 315 298 проданими примірниками. Станом на 16 серпня 2015 року було продано 381 614 примірників. Том 2 досяг 3-го місця в чартах і станом на 17 вересня 2015 року було продано 362 906 копій. Станом на серпень 2017 року перші 4 томи були надруковані накладом понад 2 мільйони примірників.
Манґа була обрана 13-ю найкращою манґою 2015 року в рейтингу манґи «Книга року» журналу Da Vinci. Манґа була номінована на премію Manga Taishō з 2016 по 2019 рік.
Терон Мартін із сайту Anime News Network у рецензії на перший том манґи позитивно сприйняв ідею, рецепти та їхню продуманість, але зарахував до недоліків малу кількість ілюстрацій оточення і написав на закінчення: «Ви не знайдете тут великої глибини, але незвичайне почуття гумору і кулінарна хватка принесуть масу задоволення». У путівнику по манзі весни 2017 року Anime News Network Емі Макналті, Ребекка Сільверман і Нік Фрімен також провели огляд першого тому. Макналті високо оцінила перший том, похваливши персонажів, ілюстрації та ідею, проте Сільверман віднесла до недоліків дизайн персонажів і деякі аспекти історії, а Фрімен сильно розкритикував комедійні та кулінарні складові манґи.
Джордан Річардс із сайту AIPT Comics в огляді на перший том позитивно відгукнувся про ідею, персонажів, творчий підхід та ілюстрації, проте відніс до недоліків повторювані сюжетні ходи і темп, у результаті оцінивши перший том на дев'ять балів із десяти.